# Korżi (obwód kijowski)
Korżi (ukr. Коржі) – wieś na Ukrainie, w obwodzie kijowskim, w rejonie browarskim, siedziba administracyjna rady wiejskiej. W 2001 roku liczyła 1539 mieszkańców.
Według danych z 2001 roku 96,9% mieszkańców jako język ojczysty wskazało ukraiński, 3% – rosyjski, 0,1% – białoruski.
Miejscowość została założona w 1600 roku. Położona jest na lewym brzegu rzeki Trubiż. Od północy graniczy z Derniwką, od południa z Borszcziwem, od zachodzie ze wsiami Szowkowe oraz Wołoszyniwka, od wschodu z miastem Berezań.
We wsi działa liceum ogólnokształcące.

## Geografia
Korżi leżą w lesie sosnowym. Przez długi czas las otaczało duże błoto utrudniając połączenie wsi z miastem rejonowym i zwiększając odległość z 3 km w linii prostej do około 14 km drogą. Błota zostały osuszone w latach 80. XX w., ich miejsca zastąpiły osiedla, blisko których było wybudowaną nową drogę łączącą Korżi i Baryszowkę w linii prostej. Grunty to przeważnie piasek ale również czarnoziem. Na ogół ziemie w okolicach nie są bardzo urodzajne. Piasek został naniesiony nurtem rzeki Trubiż.